# Palaemon vietnamicus
Palaemon vietnamicus is een garnalensoort uit de familie van de Palaemonidae. De wetenschappelijke naam van de soort is voor het eerst geldig gepubliceerd in 1992 door Nguyên.